# Władimir Makowicz
Władimir Iwanowicz Makowicz (ros. Влади́мир Ива́нович Мако́вич; ur. 4 sierpnia 1962, zm. 12 marca 2017 w Doniecku) – ukraiński działacz społeczny i polityczny oraz separatysta, tymczasowy przewodniczący parlamentu nieuznawanej międzynarodowo Donieckiej Republiki Ludowej od 18 do 23 lipca 2014.
Był narodowości ukraińskiej. W 2005 był współzałożycielem Ruchu Młodych Patriotów, zdelegalizowanego w 2010. W 2010 założył Stowarzyszenie Prywatnych Przedsiębiorców. Z zamiłowania kynolog i sportowiec. Wiosną 2014 jako mówca włączył się w działalność ruchów separatystycznych w Donbasie.
Od kwietnia 2014 był spikerem rady ludowej w Doniecku. 7 kwietnia był osobą, która odczytała deklarację niepodległości DRL. Następnie 15 maja już po wyborach został wicespikerem Rady Najwyższej DRL. 30 czerwca 2014 w wyniku ostrzelania wozu wojskowego, którym jechały rodziny żołnierzy oraz dziennikarze i operatorzy, zginął ukraiński dziennikarz Anatolij Czan. Makowicza obarczono odpowiedzialnością za jego śmierć i aresztowano. Wkrótce został jednak zwolniony, a po dymisji Dienisa Puszylina na 7 dni przejął tymczasowo kierowanie donieckim parlamentem; zastąpił go Boris Litwinow. Po wyborach z listopada 2014 miał kierować departamentem społeczno-ekonomicznym w ramach Ludowego Frontu Noworosji, jednak w zasadzie brak o nim informacji między lipcem 2014 a marcem 2017 roku. W 2016 objęty sankcjami ekonomicznymi z dekretu prezydenta Ukrainy.
Zmarł 12 marca 2017 w Doniecku, oficjalną przyczyną miał być zawał serca lub wykryty jeszcze przed 2014 nowotwór mózgu. Został pochowany w Doniecku.